# A Boy Named Sue
A Boy Named Sue är en låt skriven av Shel Silverstein som blev en av Johnny Cashs största singelframgångar 1969. Silverstein släppte samma år en egen version som gick mer obemärkt förbi. Cash spelade in låten under sitt framträdande på det amerikanska fängelset San Quentin, och den togs sedan med på albumet At San Quentin. Cash var inte helt inövad på låten då han framförde den, men den fick stort gensvar av fängelsepubliken.
Låten är en humoristisk historia om en man som vuxit upp utan sin far, och vars enda sak hans far gjort var att ge honom namnet Sue, generellt ett feminint namn. Sue får utstå mycket pikar för namnet, men lär sig också att stå upp för sig själv. Sue har svurit på att leta upp sin far för att slå ihjäl honom för namnvalet och en dag hittar han honom på en bar. Ett vilt slagsmål utbryter och fadern erkänner till slut att det är han, men att han gav Sue namnet för att han visste att han inte skulle vara närvarande för honom, och på detta sätt få Sue att växa upp till en stark och självständig man. De blir sams, men låten avslutas med att om Sue själv får en son kommer han få ett helt annat namn!
På ett ställe i texten sjunger Cash "-I'm the son of a bitch that named you Sue!", och "son of a bitch" censurerades bort med ett pip på inspelningen som gavs ut som singel.

## Listplaceringar
- Billboard Hot 100, USA: #2[1]
- Billboard Country Singles: #1
- UK Singles Chart, Storbritannien: #4[2]
- Nederländerna: #13[3]
- Tio i topp, Sverige: Låten testades för listan men tog sig inte in och nådde #11[4]